# Jimus
Jimus is een bestuurslaag in het regentschap Klaten van de provincie Midden-Java, Indonesië. Jimus telt 1094 inwoners (volkstelling 2010).